# Косячево
Косячево — деревня в Шуйском районе Ивановской области. Входит в состав Остаповского сельского поселения.

## География
Находится в южной части Ивановской области на расстоянии приблизительно 3 км на юг по прямой от районного центра города Шуя на левом берегу реки Теза.

## История
В 1859 году здесь (тогда деревня в составе Шуйского уезда Владимирской губернии) было учтено 17 дворов.

## Население
Постоянное население составляло 105 человек (1859 год), 7 в 2002 году (русские 100 %), 10 в 2010.